# 15.º Grupo Aéreo del Cuerpo de Marines
El 15.º Grupo Aéreo del Cuerpo de Marines (en inglés: Marine Aircraft Group 15, MAG-15) era un grupo de aviación del Cuerpo de Marines de los Estados Unidos creado durante la Segunda Guerra Mundial. El MAG-15, un grupo de entrenamiento de transporte y reconocimiento fotográfico, fue activado el 1 de marzo de 1942, acuartelado en Camp Kearny, San Diego. Además del entrenamiento de radio y fotográfico, el grupo también llevó a cabo una escuela de navegación. Roles adicionales incluían la aceptación y servicio de transporte para la Costa Occidental para el Cuerpo de Infantería de Marina.

## Historia

### Segunda Guerra Mundial
El 15.º Grupo Aéreo del Cuerpo de Marines fue activado el 1 de marzo de 1942 en Camp Kearny, San Diego, California. Durante los siguientes dos años el grupo permaneció allí como el grupo de entrenamiento de transporte, observación y reconocimiento fotográfico. Ellos entrenaban pilotos y tripulaciones para servir en el Comando de Transporte Aéreo de Combate del Pacífico Sur (en inglés: South Pacific Combat Air Transport Command, SCAT). Desde su entrada en servicio en el año 1942 hasta el año 1944, el MAG-15 entrenó y envió a las siguientes unidades a servicio en ultramar: VMD-154 y VMD-254; VMO-151 y VMO-155; y VMJ-152, VMJ-153, VMJ-353, VMJ-952 y VMJ-953.
El 2 de marzo de 1944 el MAG-15 se trasladó desde Camp Kearny al Pacífico Sur. Ellos llegaron a Apamama el 1 de abril y operaron allí como parte del Grupo Aéreo de Transporte hasta octubre de 1944. En octubre se les ordenó crear el Grupo de Transporte Aéreo (en inglés: Air Transport Group, ATG) con el propósito de proporcionar servicios de transporte a las unidades en el área de las Islas Marshall y de las Islas Gilbert. El ATG fue redesignado como el Grupo de Transporte de Tropas (en inglés: Troop Carrier Group, TCG) en noviembre de 1944. El MAG-15 se convirtió en parte de la Unidad de Tareas 96.1 la que fue desactivada poco después del 25 de marzo de 1945 ya que sus responsabilidades fueron asumidas por el NATS.
El 15.º Escuadrón Cuartel General fue enviado a la Estación Aérea del Cuerpo de Marines de Ewa, Hawái en abril de 1945 y se le unió rápidamente el VMR-953 y el VMR-352. Ellos permanecieron allí hasta el final de la guerra y se convirtieron en parte del TAG nuevamente y controlaban las unidades de transporte para los infantes de marina de todo el Pacífico.
En enero de 1947 el grupo tomó un rol doble cuando se les asignaron escuadrones de aviones de caza y en mayo de 1947 todos los escuadrones se convirtieron a cazas. En marzo de 1949 regresaron a Estados Unidos y se acuartelaron en la Estación Aérea del Cuerpo de Marines de Edenton, Carolina del Norte.

### Guerra de Vietnam

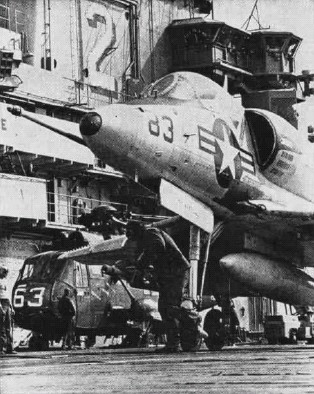
Un A-4C del Destacamento N H&MS-15 a bordo del USS Hornet en el año 1965/66.

El MAG-15 se trasladó a la Estación Aérea del Cuerpo de Marines de Iwakuni en julio de 1966 e incluyó al VMCJ-1, VMA(AW)-533, VMFA-334 y VMFA-232.

### Desactivación
El 31 de diciembre de 1988, el MAG-15 fue desactivado después de 46 años de servicio.

## Comandantes destacados
- Peter Pace, un antiguo Presidente del Estado Mayor Conjunto de los Estados Unidos sirvió como oficial ejecutivo, 1972–1973.